# Pablo Orbaiz
Pablo Orbaiz, est un footballeur espagnol né le 6 février 1979 à Pampelune.

## Biographie
Pablo Orbaiz commence sa carrière pro à Osasuna Pampelune. En 2000, il rejoint l'Athletic Bilbao et atteint la finale de la Coupe d'Espagne en 2009. Le 31 août 2011, il est prêté à l'Olympiakos Le Pirée.
En juillet 2012, il signe un contrat d'un an au Rubin Kazan.

## Carrière
- 1996-2000 :  Osasuna Pampelune
- 2000-2012 :  Athletic Bilbao
  - 2011-2012 :  Olympiakos Le Pirée (prêt)
- Depuis 2012 :  FK Rubin Kazan[4],[5],[6]

## Palmarès

### En club
- Athletic Bilbao
  - Finaliste de la Coupe d'Espagne : 2009
- Espagne
  - Vainqueur de la Coupe du monde des moins de 20 ans : 1999